# 1952 au Manitoba
Chronologie du Manitoba
- 1948
- 1949
- 1950
- 1951
- 1952
- 1953
- 1954
- 1955
- 1956

Cette page concerne des événements survenus en 1952 dans la province canadienne du Manitoba.

## Politique
- Premier ministre : Douglas Lloyd Campbell
- Chef de l'Opposition :
- Lieutenant-gouverneur : Roland Fairbairn McWilliams
- Législature :

## Naissances
- 13 mars, à Winnipeg : Dave Henderson, joueur professionnel de hockey sur glace franco-canadien[1] devenu entraîneur.